# 10.000 noches en ninguna parte
10.000 noches en ninguna parte és una pel·lícula espanyola escrita i dirigida per Ramón Salazar, protagonitzada per Andrés Gertrúdix, Lola Dueñas, Najwa Nimri i Susi Sánchez. Es va estrenar a Espanya el 9 de maig de 2014. És el tercer llargmetratge del seu director, després de Piedras en 2002 i 20 centímetres en 2005.

## Argument
El protagonista (Andrés Gertrúdix) que acaba de complir 27 anys (o deu mil nits) viu amb la seva germana (Rut Santamaría) atenent la seva mare (Susi Sánchez) malalta de alcoholisme en un ambient cada vegada més enrarit. Però aquesta només és una de les tres vides paral·leles que viu el personatge principal, ja que en París es retroba amb la seva amiga imaginària de la infància (Lola Dueñas) i en Berlín comparteix pis amb el singular trio que formen altres tres personatges (Najwa Nimri, Paula Medina i Manuel Castillo).

## Repartiment principal
- Andrés Gertrúdix és el fill.
- Lola Dueñas és l'amiga.
- Najwa Nimri és Claudia.
- Susi Sánchez és la mare.
- Rut Santamaría és la germana.
- Manuel Castillo és Lleó.
- Paula Medina és Ana.

## Premis i nominacions
XXVIII Premis Goya
| Any  | Categoria                    | Persona      | Resultat |
| ---- | ---------------------------- | ------------ | -------- |
| 2013 | Millor actriu de repartiment | Susi Sánchez | Nominada |

XXIII Premis de la Unión de Actores
| Any  | Categoria                  | Persona          | Resultat   |
| ---- | -------------------------- | ---------------- | ---------- |
| 2013 | Millor actriu protagonista | Susi Sánchez     | Guanyadora |
| 2013 | Millor actor protagonista  | Andrés Gertrúdix | Nominat    |
| 2013 | Millor actriu secundària   | Lola Dueñas      | Nominada   |

Festival de Cinema Europeu de Sevilla
| Any  | Categoria       | Persona       | Resultat  |
| ---- | --------------- | ------------- | --------- |
| 2013 | Menció especial | Ramón Salazar | Guanyador |